# Seringapatam
Seringapatam (oficialment Srirangapattana canarès ಶ್ರೀರಂಗಪಟ್ಟಣ o Srirangapatna; Seringapatam és la forma anglesa) és una ciutat de l'Índia a Karnataka, districte de Mandya, prop de Mysore (ciutat) a uns 19 km a la vora del riu Kaveri, a 12° 25′ N, 76° 42′ E / 12.41°N,76.7°E. Agafa el nom del temple de Sri Ranganathaswamy, construït per la dinastia ganga al segle ix, i que és un dels principals centres de pelegrinatge vaixnavita del sud de l'Índia. Consta al cens del 2001 amb una població de 23.448 habitants. Un segle abans, el 1901, tenia 8.584 habitants (12.553 el 1891).

## Situació
Encara que està situada a només 19 km de la ciutat de Mysore, Srirangapattana es troba a prop del districte de Mandya. Tota la ciutat està envoltada pel riu Kaveri i això fa que sigui una illa fluvial En la banda oriental de la ciutat hi flueix el riu Kaveri, el riu principal, i a l'altra banda, l'occidental, hi flueix una segment del mateix riu anomenat Paschima Vaahini.

## Història

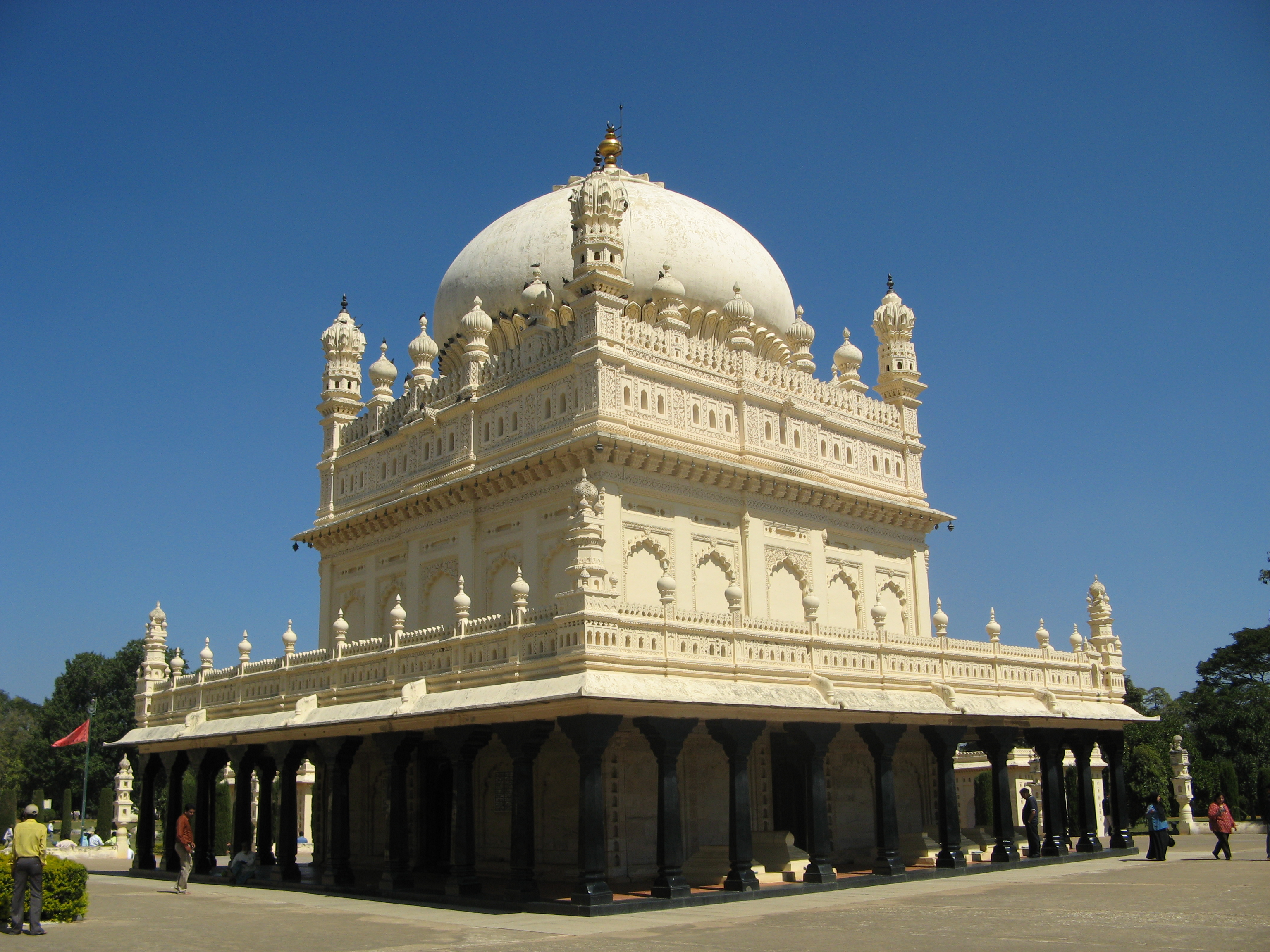
Mausoleu de Tipu Sultan

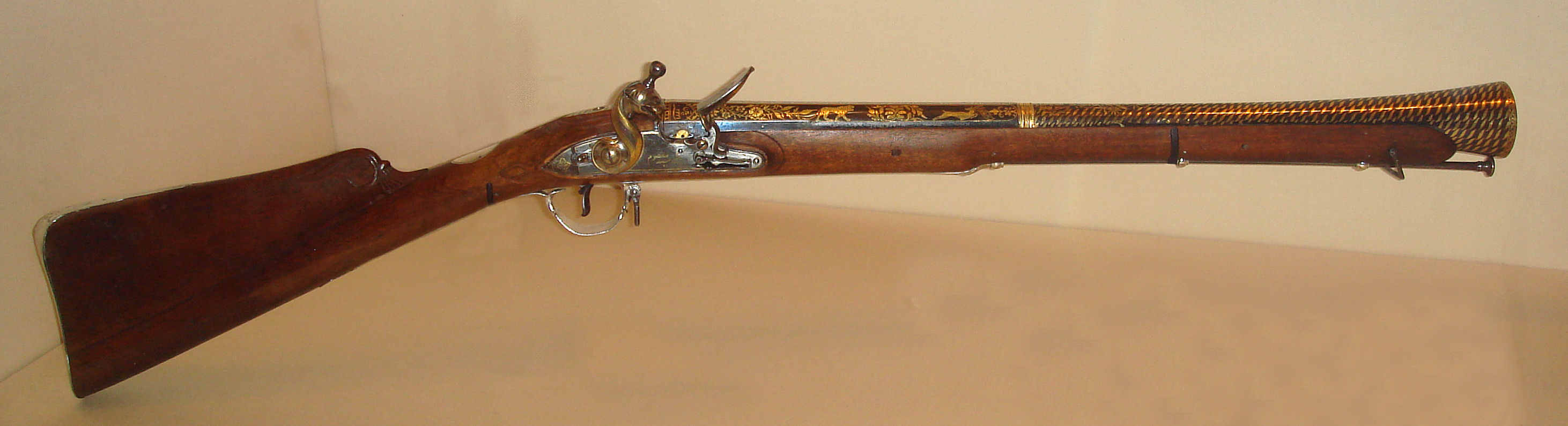
arcabús de Tippu Sultan a Seringapatam vers 1793-1794 exhibit al Metropolitan Museum of Art, Nova York.

Srirangapattana fou tradicionalment un lloc de pelegrinatge; el 894 durant el regnat de la dinastia ganga, un personatge anomenat Tirumalayya va fundar els temples de Ranganatha i Tirumala a l'illa del Kaveri on després va sorgir la ciutat, llavors plena de jungla; va construir també una muralla que els va rodejar i va anomenar al lloc Sri Rangapura. Vers el 1117 el territori als dos costats del Kaveri fou concedit pel rei hoysala al reformador religiós Ramanuja que va fundar allí Ashtaorama o "Vuit Ciutats" sota els seus delegats (prabhus i hebbars). El 1454 el hebbar de Nagamangala, descendent d'un dels primitius habbars, va obtenir del raja de Viajayanagar el dret d'erigir una fortalesa i fou nomenat governador del districte amb títol de danayak; la seva nissaga ho va conservar fins al 1495 quan va passar a domini reial directe de Vijayanagar, que la van convertir en seu d'un virrei o nayak que controlava al feudataris de la zona com el raja de Mysore i el de Talakad; la seu del virregnat era anomenada Sri Ranga Rayal.
Després de la derrota de Vijayanagar davant els sultanats musulmans a Talikota el 1565, els rages de Mysore no van tardar a esdevenir independents i Sri Ranga Rayal, la moderna Srirangapattana, seu del nayak, fou el seu primer objectiu. Raja Wodeyar va derrotar el 1610 a Rangaraya, llavors nayak de Srirangapattana, i la va annexionar. Va ser part del regne del 1610 fins a l'abolició de l'estat a la meitat del segle XX. Fou assetjada diverses vegades sense èxit, destacant el setge de 1638 per l'exèrcit del sultanat de Bijapur, el del 1646 per Sivappa, Nayak de Bednor, el 1697 pels marathes, el 1732 pel nawab d'Arcot, el 1755 pel subadar nizam d'Hyderabad (Dècan) i el 1757 i 1759 altre cop pels marathes.
Haider Ali va usurpar de fet el tron i es va establir a la ciutat el 1761 que va esdevenir de facto la capital del regne, mentre els rages wodeyar residien a Mysore. El 1771 fou assetjada pels marathes. Quan Tipu Sultan, fill i successor d'Haidar Ali, va proclamar l'estat Khudadad sota la seva direcció, Seringapatam va esdevenir capital oficial. El 1792 fou assetjada pels britànics que no la van arribar a ocupar doncs Tipu es va sotmetre a les condicions imposades. El 1799 fou escenari de la darrera batalla entre britànics i els seus aliats d'un costat (en total 50.000 homes) manats pel general Harris, i Tipu Sultan de l'altra. Els britànics van ocupar la ciutat i el cos sense vida de Tipu Sultan fou trobat entre els morts acabant així la quarta Guerra de Mysore o Anglo-Mysore. La ciutat i el palau de Tipu foren saquejats i gran nombre d'objectes valuosos (econòmicament o històricament) foren enviats a Anglaterra, molts dels quals són a la Royal Collection i al Victoria and Albert Museum, i pocs han retornat al seu lloc d'origen; entre aquestos l'espasa de Tipu Sultan comprada per Vijay Mallya en una subhasta a Sotheby's.
Els britànics van retornar Seringapatam a la dinastia Wodeyar de Mysore a canvi de pagar un tribut de 50.000 rupies a l'any. El 1871 es va establir la municipalitat. El 1881 la ciutat fou transferida definitivament a Mysore a canvi del territori del cantonment de Bangalore.

## Llocs interessants
- Temple de Sri Ranganatha swamy (forma de Vixnu)
- Jumma Masjid
- Daria Daulat, palau i jardins de Tipu Sultan
- Muntanya Negra de Karighatta amb el temple de Srinivasa, prop de la ciutat
- Mausoleu (Gumbaz) de Tipu Sultan als jardins de Lai Bagh
- Cascades de Shivanasamudra a 27 km, les segones més gran de l'Índia i les setzenes del món
- Temple de Ganesha
- Temple de Gangadhareswara Swamy
- Temple de Lakshminarasimha Swamy
- Temple de JyothiMahaswara
- Temple de Bidhcotta Ganesha
- Temple de Panduranga Swamy Temple
- Temple de Sathyanarayana Swamy
- Temple de Anjunaya Swamy
- Temples d'Ayyapa i de Subramanya
- Temple de Ranganatha Nagara Ganesha